# 長岡市立希望が丘小学校
長岡市立希望が丘小学校（ながおかしりつ きぼうがおかしょうがっこう）は、新潟県長岡市西津町にある公立小学校。
大島小学校の児童数の増加により、長岡市初の分離新設校として1978年に創立。

## 概要
- 児童数：384名、学級数 13（2017年6月2日現在）
- 校長：渡邊　茂夫（2016年度～ ）
- 所在地：新潟県長岡市西津町2204番地2

## 沿革
- 1978年4月1日 - 大島小学校から分離し創立。当時の学級数は21、児童数は789名。初代校長は丸山松夫。
- 1979年10月27日 - 校舎竣工記念式典、祝賀会を行なう。また、校歌も制定された。
- 1987年 - 創立10周年。10周年記念事業の中庭ミニバスコート完成。
- 1997年10月19日 - 創立20周年記念式典、演奏会、祝賀会。
- 2007年9月22日 - 創立30周年記念式典。
- 2017年5月28日 - 創立40周年記念運動会

## 教育目標
- 見つめ考える子ども
- 思いやりの深い子ども
- きたえぬく子ども

## 校訓
希望　友愛　不屈

## 学区域
長岡市大山1 - 3丁目、下山1 - 6丁目、下山町、北山1 - 4丁目、希望が丘1 - 2丁目、希望が丘南5 - 6丁目、西津町の一部、七日町の一部

## 著名な出身者
- 鈴木淳子（漫画家） 1980年卒業

## アクセス
- JR長岡駅大手口より希望が丘・技大・ニュータウンセンター方面行きバス（7番線バス乗り場）に乗り、大山2丁目バス停下車